# Chiesa di Santa Maria Ausiliatrice (Firenze)
La chiesa di Santa Maria Ausiliatrice a Novoli è un luogo di culto cattolico che si trova in via Baracchini a Novoli, un quartiere di Firenze.

## Storia e descrizione

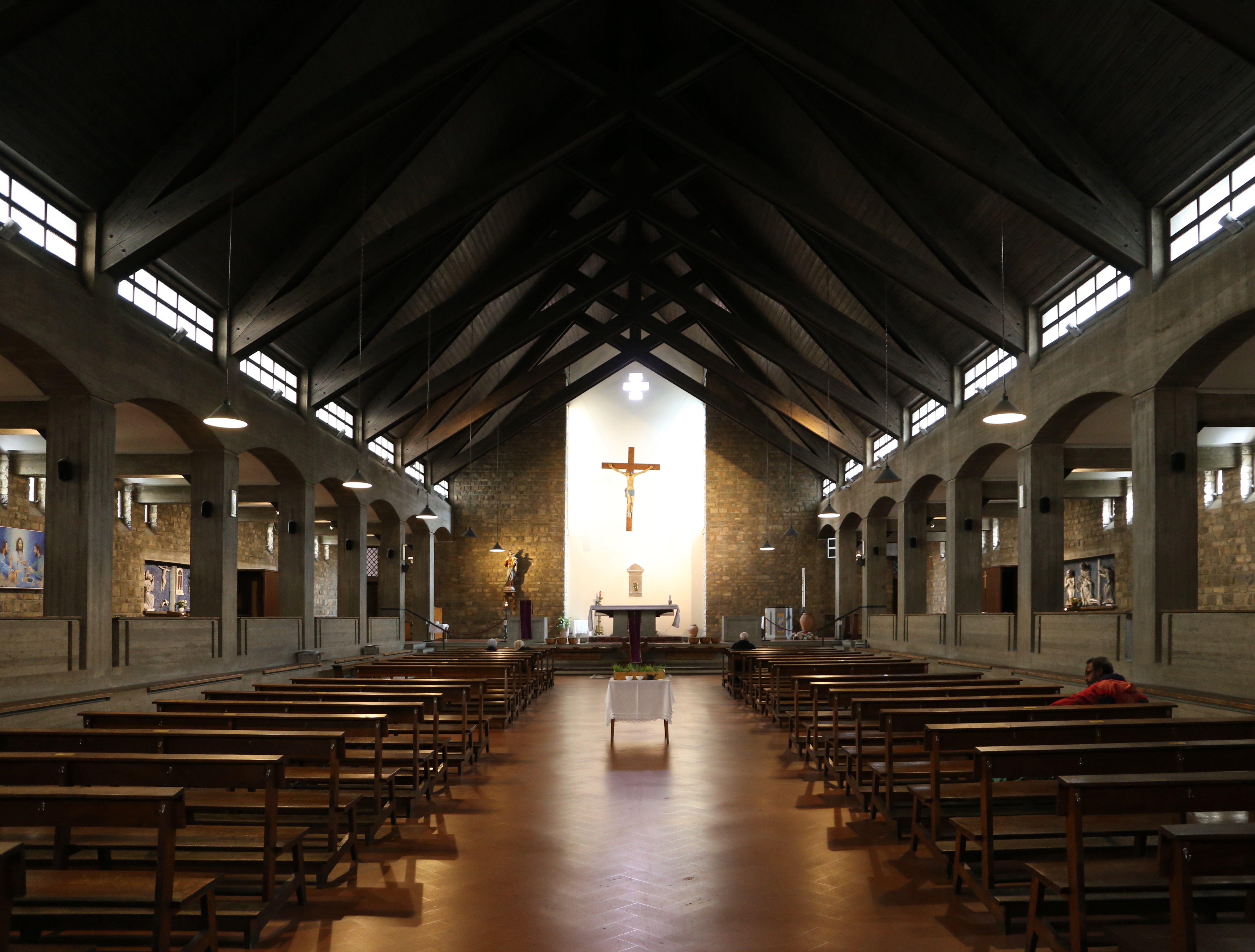
L'interno della chiesa

La chiesa fu edificata a partire dal 1963 su progetto degli architetti Emilio Dori e Giancarlo Facchini, coadiuvati da Guido Morozzi. Costruita in pietra e cemento con copertura in rame, ha un tipico aspetto alpino. La parrocchia fu costituita nel 1965 dedicandola alla Vergine Ausiliatrice.
L'interno è a tre navate con le due laterali rialzate con archi in cemento che si richiamano ai matronei e si concludono nel presbiterio con unico altare. La chiesa conserva un ciborio attribuito a Michelozzo ed un Crocifisso ligneo policromo del '500. Nella navata destra è stato collocato l'affresco staccato nel 1957 proveniente dal tabernacolo degli Agli in via di Novoli con il Compianto di Cristo attribuito ad Antonio Veneziano (1370 circa).
Nella parrocchia è ospitato anche un gruppo GAS.